# Sefton Park
Sefton Park är en park i Storbritannien.   Den ligger i riksdelen England, i den centrala delen av landet, 280 km nordväst om huvudstaden London. Sefton Park ligger 36 meter över havet.
Terrängen runt Sefton Park är platt. En vik av havet är nära Sefton Park söderut. Runt Sefton Park är det mycket tätbefolkat, med 2 811 invånare per kvadratkilometer. Närmaste större samhälle är Liverpool, 4,2 km nordväst om Sefton Park. Runt Sefton Park är det i huvudsak tätbebyggt.